# Cronómetro (programa de televisión)
Cronómetro es un programa de televisión enfocado en deportes producido en México y transmitido por ESPN Deportes (en Estados Unidos) y Disney+ (en México y Centroamérica) de lunes a viernes. Inició sus transmisiones el 29 de septiembre de 2004 mediante ESPN 2 Norte.

## Formato
El programa consiste en un debate entre los presentadores y varios analistas invitados, sobre los últimos temas relacionados con los deportes de forma cronometrada; es decir, cada tema seleccionado se debate de forma agil cumpliendo el tiempo establecido (cada tema debatido dura entre uno y cinco minutos aproximadamente). También en ocasiones hay secciones en las que no se usa ese formato, sino que se habla de algún tema en específico sin ningún tipo de cronómetro.

## Equipo de trabajo

### Presentador
- José Ramón Fernández
- Mauricio Ymay

### Analistas invitados
| - Álvaro Morales - Ciro Procuna - Héctor Huerta - Hugo Sánchez - Jared Borgetti - Javier Alarcón - Rafael Puente - Ricardo Peláez - Roberto Gómez Junco - Francisco Gabriel de Anda - Jorge Pietrasanta - Mario Carrillo - Mauricio Pedroza - Felipe Ramos Rizo (analista arbitral de fútbol) | - Dionisio Estrada - Fernando Tirado - Sergio Dipp - Adalberto Franco - Eduardo Varela - Pilar Pérez - Ricardo Puig - Pablo Viruega - Hernán Pereyra - Alex Pareja - Alexis Martín-Tamayo (Mister Chip) - Manu Martín - Moisés Llorens - José del Valle |

## Horario
| Inicio        | Horario                                                            | Canales                          |
| ------------- | ------------------------------------------------------------------ | -------------------------------- |
| 2004-2020     | Lunes a viernes, de 17:00 h a 18:00 h Horario del centro de México | ESPN 2 Norte ESPN Deportes       |
| 2022-2024     | Lunes a viernes, de 17:00 h a 17:30 h Horario del centro de México | Star+ (2022-2024) Disney+ (2024) |
| 2022-2024     | Lunes a viernes, de 18:00 h a 18:30 h Horario del este             | ESPN Deportes                    |
| 2024-presente | Lunes a viernes, de 16:00 h a 17:00 h Horario del centro de México | Disney+                          |
| 2024-presente | Lunes a viernes, de 18:00 h a 19:00 h Horario del este             | ESPN Deportes                    |